# Groot
Groot est un super-héros évoluant dans l'univers Marvel de la maison d'édition Marvel Comics. Créé par le scénariste Stan Lee, le dessinateur Jack Kirby et l'encreur Dick Ayers, le personnage de fiction apparaît pour la première fois dans le comic book Tales to Astonish (vol. 1) #13 en novembre 1960.
Dans l'histoire de la bande dessinée américaine, sa création date de l'âge d'argent des comics.
Lors de ses premières apparitions, Groot est décrit comme un monstre extraterrestre végétal qui sévit sur Terre. Par la suite, il est forcé de faire partie de l'unité paranormale du SHIELD et devient membre des Howling Commandos. Groot arrive à retourner dans l'espace où il est recruté dans le commando de Star-Lord. Enfin, il devient un des Gardiens de la Galaxie. L'extraterrestre agit désormais au sein de cette équipe en tant que super-héros et protecteur de l'univers.
Le personnage a été adapté au cinéma, à compter du film Les Gardiens de la Galaxie (2014), où il est doublé par Vin Diesel.

## Historique de la publication
Durant l'âge d'argent des comics, le personnage de Groot est présenté comme un monstre extraterrestre lors de sa première apparition dans l'histoire I Challenged Groot! the Monster from Planet X du comic book Tales to Astonish vol. 1) #13 de novembre 1960. Ses créateurs sont le scénariste Stan Lee, le dessinateur Jack Kirby et l'encreur Dick Ayers. Dix ans plus tard, cette aventure de sept pages est réimprimée dans Where Monsters Dwell #6.
En 1993, il est l'un des monstres décrit dans Big Fun on Monster Island du Marvel Swimsuit Special #2. En décembre 2005, le scénariste Steve Niles et le dessinateur Duncan Fegredo emploient la créature dans le one-shot Marvel Monsters: Monsters on the Prowl. De 2005 à 2006, le scénariste Keith Giffen utilise le personnage dans les numéros 2 à 6 de la série de comic books Nick Fury's Howling Commandos.

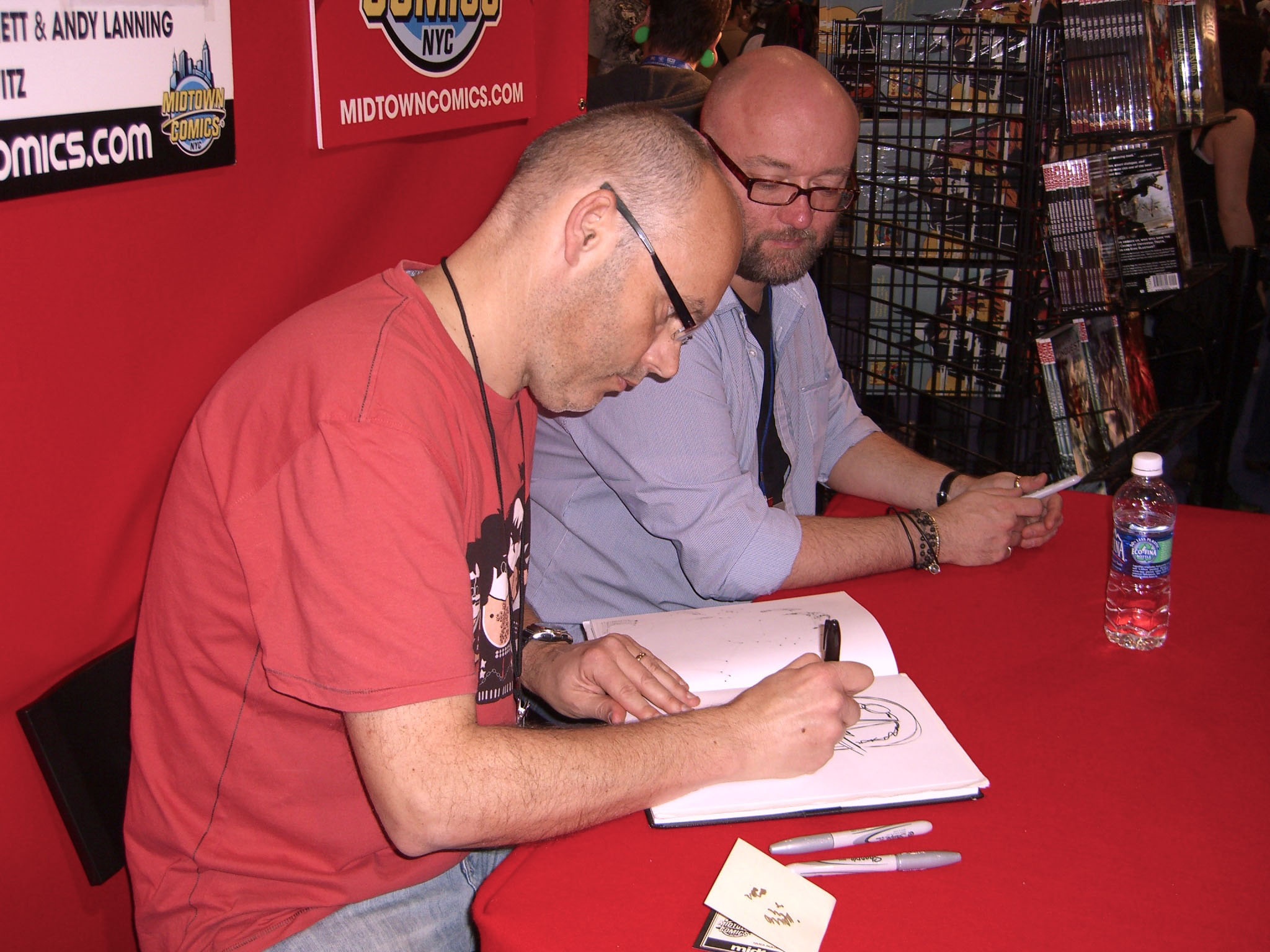
Les auteurs Dan Abnett et Andy Lanning, ici à la New York Comic Convention de 2010, ont marqué l'évolution du personnage en le faisant devenir un membre des Gardiens de la Galaxie.

En 2007, Keith Giffen apprécie le personnage et le réemploie dans le crossover Annihilation Conquest. Il apparaît d'abord dans les quatre numéros de la mini-série Annihilation: Conquest - Starlord #1-4 dessinée par Timothy Green puis dans les numéros 2 à 6 de la série Annihilation: Conquest (en). En 2008, le duo de scénaristes Dan Abnett et Andy Lanning (en) font du personnage un des membres des nouveaux Gardiens de la Galaxie. Groot apparaît dans les numéros 1 à 5 et 7 à 10 de la série homonyme Guardians of the Galaxy.
En 2011, le duo Rocket Raccoon et Groot sont les héros principaux des secondes histoires contenues dans les quatre comic books de la mini-série Annihilators. 
En 2013, avec la sortie du film sur les Gardiens de la Galaxie l'année suivante, Marvel Comics lance une mini-série de quatre numéros, Guardians of the Galaxy Infinite Comic, disponible uniquement en ligne. Chaque numéro est centré sur un des équipiers de Star-Lord avec dans l'ordre Drax le Destructeur, Rocket Raccoon, Gamora et enfin Groot.
En 2014, Rocket Raccoon et Groot font équipe en tant que chasseurs de primes dans le one-shot Guardians of the Galaxy: Galaxy's Most Wanted scénarisé par Corona Pilgrim et dessiné par Andrea Di Vito. La même année, le duo fait également équipe dans le roman Rocket Raccoon & Groot: Steal the Galaxy de Dan Abnett,.

## Biographie du personnage

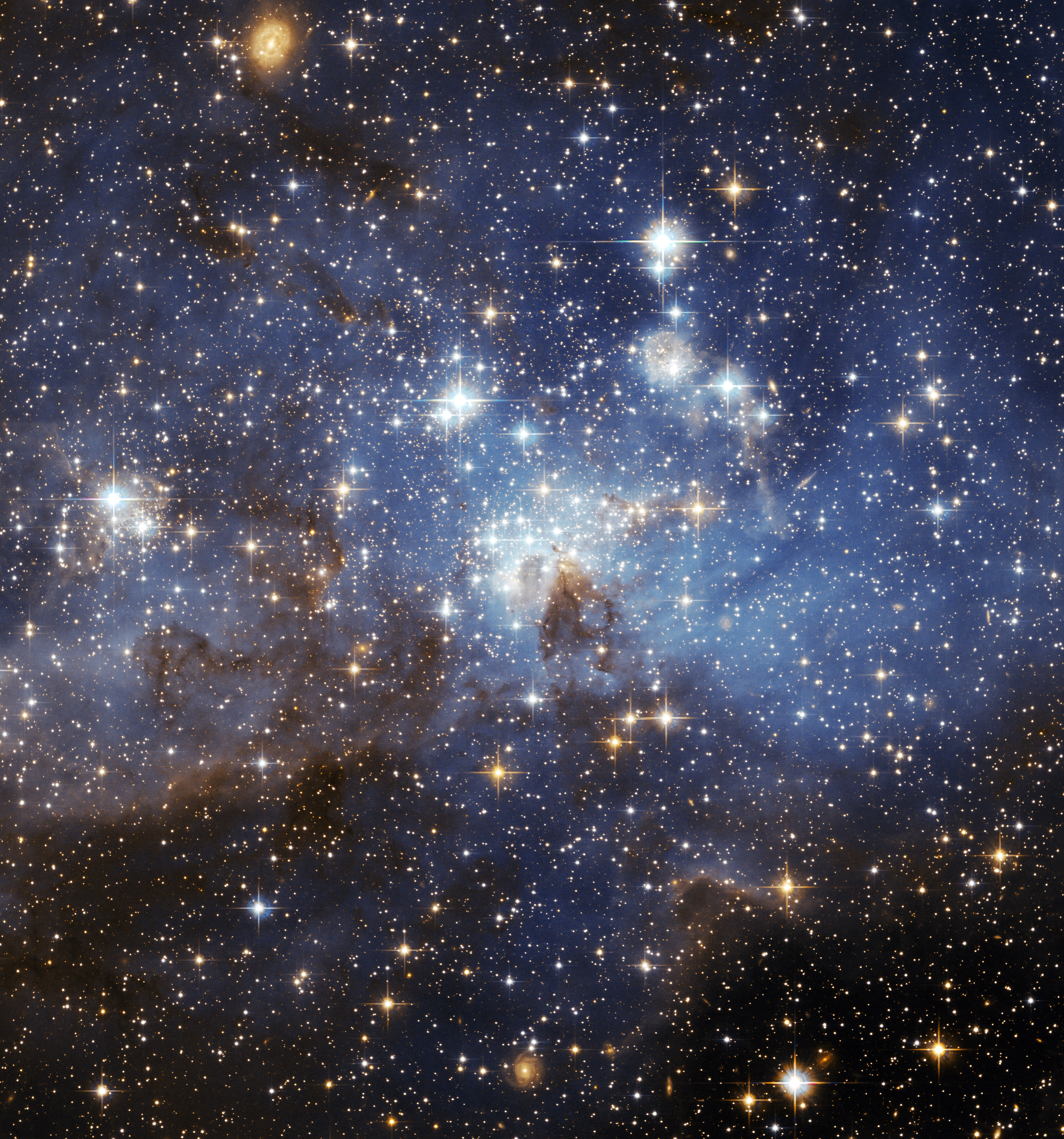
Groot est un extraterrestre végétal qui participe à des aventures spatiales avec le commando de Star-Lord, puis les Gardiens de la Galaxie.

Groot, autoproclamé « monarque de la planète X », est un extraterrestre végétal à l'allure d'arbre. La race extraterrestre des Kree l'a désigné sous le terme de « colosse floral », comme l'un des membres de cette espèce quasiment éteinte.
L'arbre pensant se rend sur Terre pour étudier et capturer des humains. L'arrivée du monstre gigantesque est remarquée par Leslie et Alice Evans qui préviennent la police. Cette dernière est impuissante face à l'extraterrestre et l'armée d'arbres qu'il lève. Groot encercle la ville, mais est finalement vaincu par une colonie de termites mutées par le scientifique Leslie Evans.
Groot survit à l'attaque et est capturé par le Collectionneur (un Doyen de l'Univers) qui l'enferme dans un zoo dissimulé dans le sol, sous le Canada.
Lorsque l'Homme-taupe entre en conflit avec le Collectionneur, plusieurs créatures captives s'enfuient du zoo et attaquent New York. Les monstres sont vaincus par Hulk, le Fauve, la Chose et Giant-Man. Par la suite, Mr Fantastique se débarrasse des monstres en les envoyant dans la Zone négative.
Groot réussit à revenir sur Terre et s’installe sur l'île aux monstres. Il est traqué par la division paranormale (Paranormal Containment Unit) du SHIELD, surnommée les Howling Commandos. Après sa capture, il accepte d'en faire partie et affronte les forces de Merlin.
Lors de la vague d'Annihilation, Groot est prisonnier des Kree dans le Grand Nuage de Magellan. Le territoire des Kree est peu à peu conquis par la Phalanx. Dernier membre de sa race selon ses geôliers, il est intégré au commando mené par Star-Lord. Leur mission est d'infiltrer la base Phalanx sur Hala, l'ancienne capitale de l'empire Kree. Groot se sert de ses pouvoirs régénérants pour se sacrifier et permettre à l'équipe de survivre. En réalité, il survit sous la forme d'une brindille. Après avoir retrouvé sa taille normale, il devient membre des Gardiens de la Galaxie.

## Pouvoirs et capacités

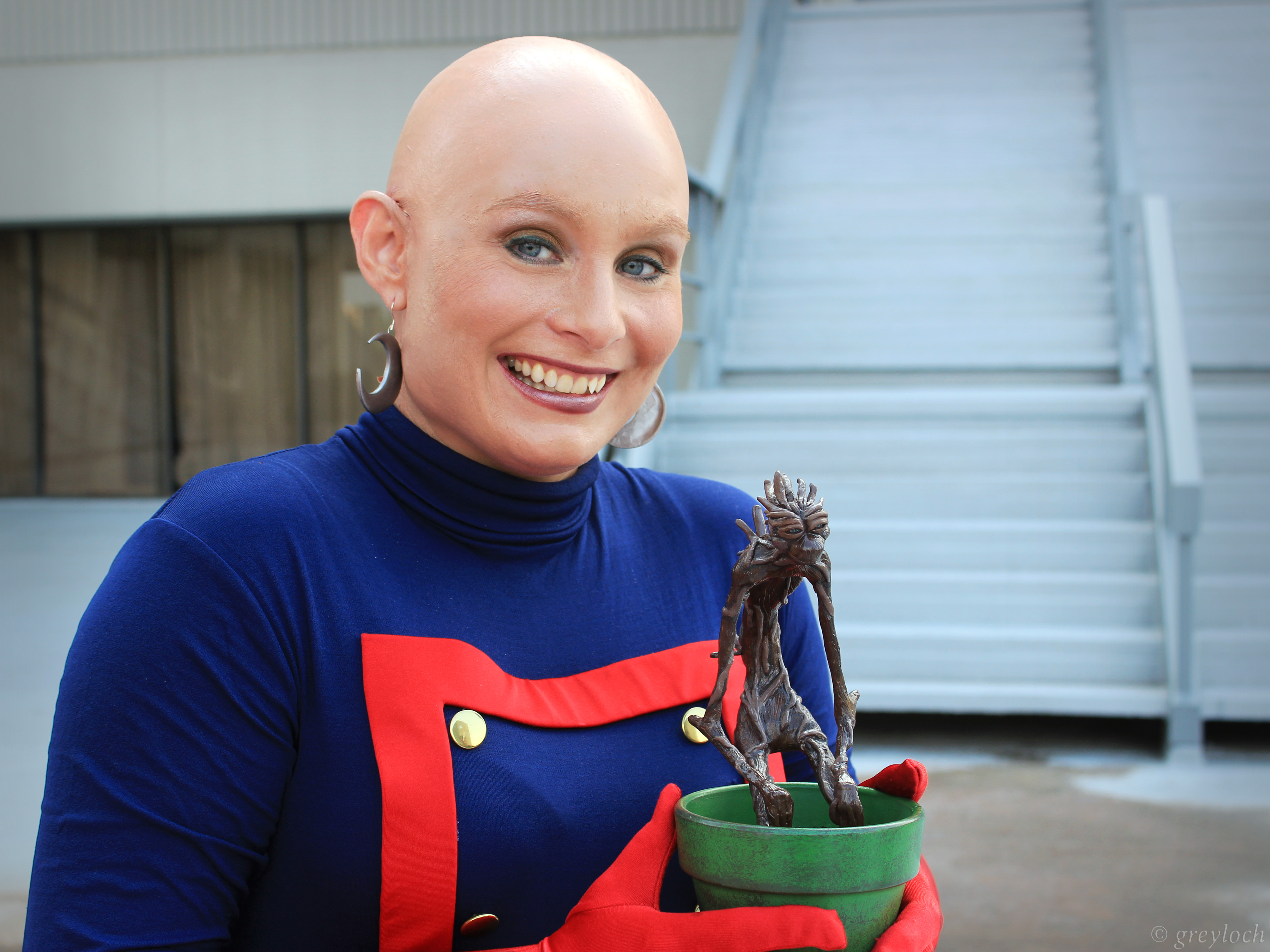
Cosplay de Dragon-lune, une coéquipière de Groot au sein des Gardiens de la galaxie, tenant celui-ci en phase de régénérescence dans un pot de fleur.

Être végétal, Groot absorbe de l'eau et du bois pour guérir, grandir et augmenter sa force physique. Sa taille usuelle varie entre 4 et 5 mètres de haut. Il possède une grande force physique et résiste aux impacts n'étant pas assez puissants pour endommager son corps de bois dur et résistant au feu. Il ne possède ni organes internes, ni système nerveux. Grâce à cette faculté, même réduit en éclats, il peut survivre et se créer un nouveau corps à partir d'un fragment de son corps précédent. Sa régénérescence dure plusieurs semaines - voire plusieurs mois, dans de bonnes conditions (eau, lumière, terre) pour reprendre sa taille normale.
Le personnage a évolué au cours des années. Lors de ses premières apparitions, il est capable de contrôler des arbres. Dans sa version moderne, son vocabulaire se limite à une seule phrase : « Je s’appelle Groot » (« I am Groot » en version originale).
En fait, l'extraterrestre communique de manière complexe mais les oreilles humaines ne captent pas tous les détails qu’il émet. Lors d'une rencontre avec la télépathe Jean Grey, cette dernière se rend compte de la richesse intellectuelle de l'extraterrestre et de tout ce que peut contenir sa phrase routinière.

## Versions alternatives
Dans Incredible Hulk Annual #5 (1976), l'extraterrestre Xemnu crée des robots géants, répliques des monstres Blip, Diablo, Goom, Groot et Taboo, et les envoie se battre contre Hulk, mais ce dernier les détruit,.
Dans Spider-Man Team-Up #1, Groot est l'une des créatures contrôlées par l'Homme-taupe.

## Apparitions dans d'autres médias
En 2011, la marque Hasbro réalise un lot de quatre figurines intitulé Marvel Universe Guardians of the Galaxy qui contient Rocket Raccoon, Star-Lord, Drax le Destructeur et Groot. Ce dernier est le seul personnage non articulé, il est sous sa forme réduite dans un pot.
En 2012, les Gardiens de la Galaxie dont fait partie Groot apparaissent dans l'épisode Michael Korvac de la série télévisée d'animation Avengers : L'Équipe des super-héros (The Avengers: Earth's Mightiest Heroes). Après une malencontreuse confrontation avec les Vengeurs, les deux équipes s'allient pour affronter le vilain Michael Korvac. Cet épisode est scénarisé par Dan Abnett et Andy Lanning (en), les créateurs de cette version des Gardiens, apparue dans la deuxième série de comic books Guardians of the Galaxy. En version originale, le personnage est doublé par Troy Baker.
Dans le jeu vidéo Lego Marvel Super Heroes  (2013), Groot est d'abord un personnage non joueur qui peut être débloqué si la mission correspondante est terminée,.

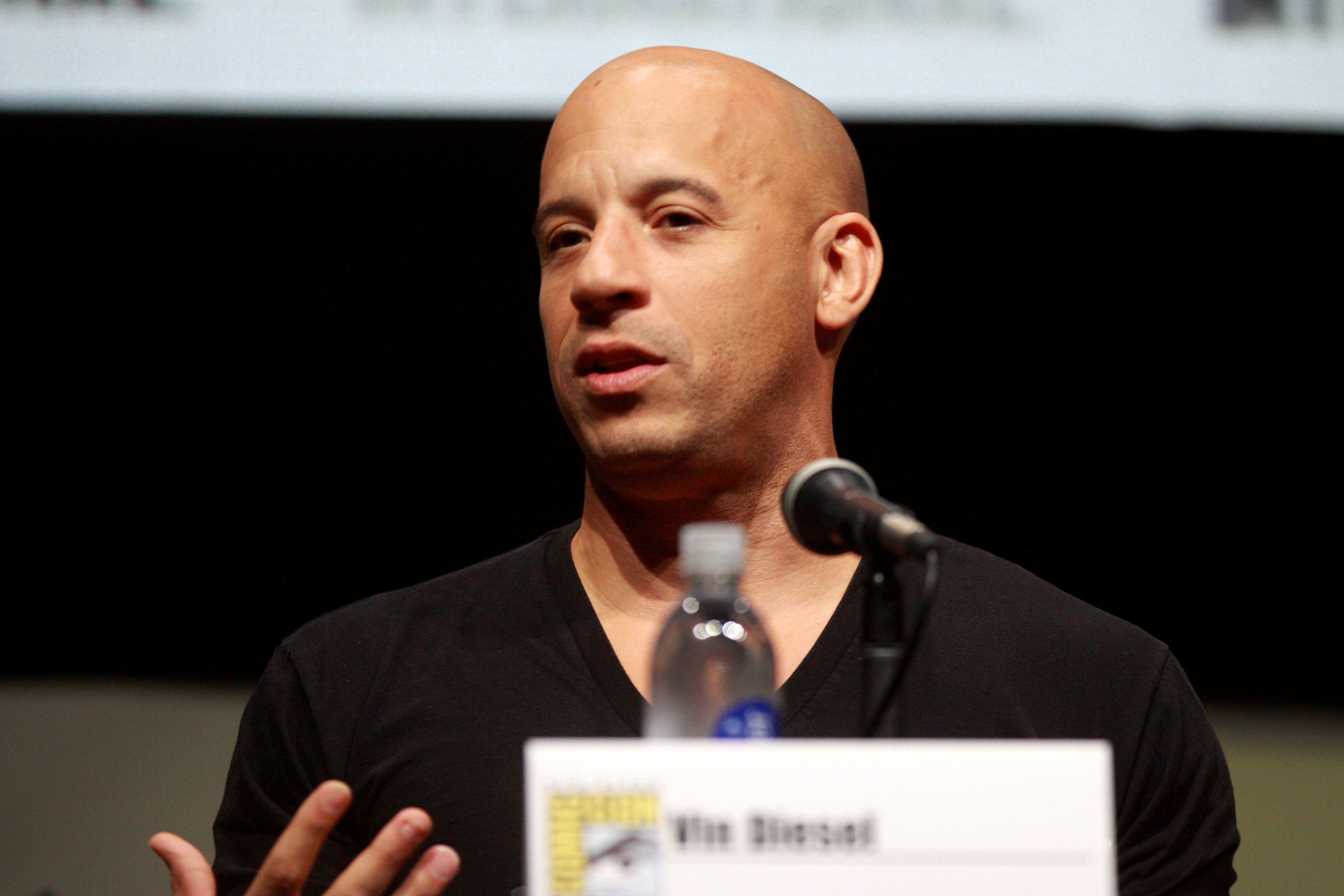
L'acteur Vin Diesel double Groot dans la version originale du film Les Gardiens de la Galaxie (2014).

L'extraterrestre est doublé par l'acteur Vin Diesel dans le film Les Gardiens de la Galaxie (Guardians of the Galaxy), réalisé par James Gunn, sorti en août 2014,,. Son interprète estime que « Groot est l'un des plus étranges personnages Marvel que l'on ait tenté d'adapter au cinéma ». L'acteur Vin Diesel assure également le doublage du personnage en français. Dans cette dernière version, la célèbre phrase « Je suis Groot » des comics est remplacée par « Je s’appelle Groot ». L'acteur double aussi Groot en chinois mandarin (« Wo shì Groot »), russe, espagnol (« Yo soy Groot ») et portugais (« Eu sou Groot »),.
Le film a entraîné la création de produits dérivés. Diamond Select Toys a sorti les personnages du film au format minimate. La société Kotobukiya a conçu une statue au 1/10 du duo Rocket Raccoon et Groot. Seul le haut du corps du colosse végétal est représenté et son féroce compagnon est sur son épaule. Dans sa collection Marvel Legends Guardians of the Galaxy Infinite Series, Hasbro a créé plusieurs figurines articulées de personnages présents dans la série de comic books Gardiens de la Galaxie. La figurine représentant Groot a l'apparence de la version cinématographique. Durant la même année, Groot est un personnage joueur dans les jeux vidéo Disney Infinity: Marvel Super Heroes, et Marvel Avengers Alliance sur Facebook. L'apparence du personnage dans cette dernière adaptation est basée sur les comics.
En 2015, Groot est présent dans la série d'animation Les Gardiens de la Galaxie.
En 2018 et 2019, le personnage croise la route des Avengers dans Avengers: Infinity War et Avengers: Endgame d'Anthony et Joe Russo.
En 2022, Groot a sa propre mini-série télévisée d'animation Je s'appelle Groot créée, écrite, réalisée et co-produite par Kirsten Lepore (en).
Interprété (voix) par Vin Diesel dans l'Univers cinématographique Marvel
- 2014 : Les Gardiens de la Galaxie réalisé par James Gunn
- 2017 : Les Gardiens de la Galaxie Vol. 2 réalisé par James Gunn
- 2018 : Avengers: Infinity War réalisé par les frères Anthony et Joe Russo
- 2018 : Ralph 2.0 réalisé par Rich Moore et Phil Johnston
- 2019 : Avengers: Endgame réalisé par les frères Anthony et Joe Russo
- 2022 : Thor: Love and Thunder réalisé par Taika Waititi
- 2022-2023 : Je s'appelle Groot (série d'animation)
- 2022 : Les Gardiens de la Galaxie : Joyeuses Fêtes réalisé par James Gunn
- 2023 : Les Gardiens de la Galaxie Vol. 3 réalisé par James Gunn

## Analyse du personnage
Dans sa critique de la première histoire de Groot, Xavier Fournier du site Comic Box fait un parallèle entre la scène où Groot commande aux arbres d'attaquer les humains et l'attaque des Ents menés par le géant Sylvebarbe dans le roman Les Deux Tours de l'écrivain britannique J. R. R. Tolkien.
Dans une interview pour le site Marvel.com, le scénariste Brian Michael Bendis explique que pour lui, le duo Groot et Rocket Raccoon de l'univers Marvel est un peu similaire au duo de robots R2-D2 et C-3PO de Star Wars. Du point de la vue de la loyauté de Groot envers Rocket Raccoon, il compare Groot à la chienne Lassie.